# Günter Steckkönig

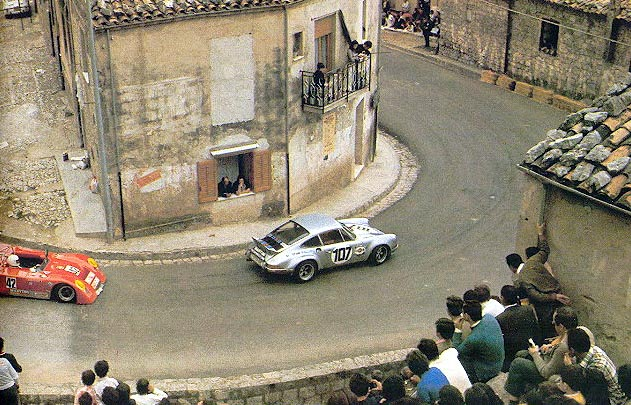
Der Werks-Porsche Carrera RSR von Günter Steckkönig und Giulio Pucci bei der Targa Florio 1973

Günter Steckkönig (* 23. Juni 1936 in Stuttgart) ist ein ehemaliger deutscher Automobilrennfahrer und Ingenieur.

## Karriere
Günter Steckkönig begann am 14. April 1953 seine Lehre als Kfz-Mechaniker bei Porsche. Nach der Weiterbildung zum Techniker und einer Tätigkeit im technischen Büro wechselte er eine kurze Zeit zu Mercedes-Benz in die Motorkonstruktion, bevor er wieder zu Porsche zurückkehrte. Dort arbeitete er in der Fahrversuchabteilung und nahm parallel auch an Automobilrennen teil.
Steckkönig startete seine Rennsport-Karriere als Privatfahrer Anfang der 1960er-Jahre im Tourenwagensport mit einem VW Käfer. Später wechselte er auf einen NSU Prinz TT und erwarb damit die Rennfahrerlizenz.
Seine ersten Langstreckenrennen in der Sportwagen-Weltmeisterschaft fuhr er 1970 mit einem Porsche 914/6 GT beim 1000-km-Rennen auf dem Nürburgring und später beim 1000-km-Rennen von Zeltweg. Dort konnte er sich auf einen 3. und 1. Platz in der Gruppe GT2.0 platzieren. Ein Jahr später startete er erstmals bei der Targa Florio mit Willi Kauhsen und Ferfried von Hohenzollern für Strähle Autosport auf einem 914/6 GT und erreichte den 3. Platz GT2.0-Klasse. 1972 ging Steckkönig mit Giulio Pucci in einem Porsche 911 S bei der Targa Florio an den Start und konnte trotz Unfalls auf einen 6. Gesamtrang und den GT+2.0-Klassensieg fahren.
Im selben Jahr startete er auch eine Saison in der 1. Division der Deutschen Rennsport-Meisterschaft und fuhr auf den 5. Rang in der Gesamtwertung. 1973 fuhr er das letzte Mal die Targa Florio und konnte dort für das Martini-Racing-Team mit einem Porsche 911 Carrera RSR den 4. Platz der S3.0-Wertung erringen.
Sein erstes Rennen beim 24-Stunden-Rennen von Le Mans bestritt Steckkönig 1976 mit Ernst Kraus auf einem Porsche 908/03 Turbo des Joest-Teams. Beide Fahrer fuhren auf den 5. Platz der Gruppe 6.
1981 startete er nochmals für das Joest-Team mit einem Porsche 935 J in Le Mans, musste das Rennen jedoch wegen eines Feuers im Wagen vorzeitig aufgeben. Seinen letzten Start in der Sportwagen-Weltmeisterschaft und hatte er beim 24-Stunden-Rennen von Le Mans 1983 mit einem Porsche 930 in der Gruppe B. Das Rennen konnten er und seine Fahrerkollegen Claude Haldi und Bernd Schiller wegen eines Unfalls nicht beenden.
Seine letzte Rennplatzierung erfuhr er mit Kees Nierop 1986 beim 3-Stunden-Rennen von Daytona auf einem Porsche 961. Mit dem Rennwagen konnten sie 11. Platz der GTP-Wertung erringen.
1988 beendete Steckkönig seine Rennfahrerkarriere, bevor er 1992 die zu der Zeit wirtschaftlich angeschlagene Porsche AG verließ und in den Vorruhestand ging.

## Statistik

### Le-Mans-Ergebnisse
| Jahr | Team         | Fahrzeug             | Teamkollege         | Teamkollege    | Platzierung | Ausfallgrund |
| ---- | ------------ | -------------------- | ------------------- | -------------- | ----------- | ------------ |
| 1976 | Joest Racing | Porsche 908/03 Turbo | Ernst Kraus         |                | Rang 7      |              |
| 1981 | Joest Racing | Porsche 935J         | Mauricio de Narváez | Kenper Miller  | Ausfall     | Feuer        |
| 1983 | Claude Haldi | Porsche 930          | Claude Haldi        | Bernd Schiller | Ausfall     | Kolben       |